# Nordlige Sudan
Nordlige Sudan (arabisk: الولاية الشمالية; oversat: Ash-Shamaliyya) er en af Sudans 15 delstater (wilayat). Befolkningen udgjorde 1.833.743 indbyggere i 2006 på et areal på 348.697 km2.
Den administrative hovedby er Dongola. 

## Administrativ inddeling
Delstaten er inddelt i syv mahaliyya:
1. Al Borgaig
2. Al Dabba
3. Algolid
4. Dalgo
5. Dongola
6. Halfa
7. Marwai